# Херола, Илкка
Илкка Херола (фин. Ilkka Herola; род. 22 июня 1995, Сийлинъярви, Финляндия) — финский двоеборец, серебряный призёр чемпионата мира 2021 года, призёр этапов Кубка мира по двоеборью, участник Олимпийских игр 2014 и 2018 года.
На международных соревнованиях Илкка Херола дебютировал в 2011 году на Европейском юношеском Олимпийском фестивале, где в гундерсене занял восьмое место, а в командном спринте - третье. Спустя год, на Зимних юношеских Олимпийских играх 2012 года в Инсбруке он занял второе место. Всего месяц спустя, на Чемпионате мира среди юниоров в Эрзуруме финн стал вторым в гундерсене на 5 км. Потенциал молодого спортсмена стал отчетливо виден тренерам и спустя неделю его вызвали на старт этапа Кубка мира в родной Лахти. 3 марта 2012 года Херола дебютировал на Кубке мира, где в первом соревновании занял 47 место из 52 участников.
С сезона 2012/2013 финн на постоянной основе принимает участие в крупных международных стартах.
На Чемпионате мира среди юниоров 2014 года он выиграл серебряную медаль в гундерсене, уступив только Филиппу Ортеру, а две недели спустя уже соревновался на Олимпийских играх в Сочи, где на нормальном трамплине показал шестнадцатый результат, а на большом - четырнадцатый.
Первый подиум пришел к атлету 5 декабря 2015 года — он занял третье место на этапе в Лиллехаммере, уступив только Фабиану Риссле и Акито Ватабэ. Херола участвовал в домашнем Чемпионате мира 2017 года в Лахти. Лучшее место — пятое, в составе финской эстафетной команды. Примечательно, что то командное соревнование Илкка бежал с двумя ровесниками: Ээро Хирвоненом, Леви Мутру и легендарным Ханну Манниненом, который на 17 лет старше.
На Олимпийских играх в Пхёнчхане финн занял восьмое место на нормальном трамплине.
26 февраля 2021 года Илкка впервые в карьере стал медалистом чемпионата мира: финский двоеборец занял второе место в соревнованиях на нормальном трамплине. Херола принёс сборной Финляндии первую за 12 лет награду чемпионата мира.

## Личная жизнь
У Илкка есть старший брат Матти (род. 9 ноября 1993), также двоеборец, участник Кубка мира.